# Koritnik (gmina Ivanjica)
Koritnik (cyr. Коритник) – wieś w Serbii, w okręgu morawickim, w gminie Ivanjica. W 2011 roku liczyła 392 mieszkańców.